# Épidémie de gastro-entérite et de syndrome hémolytique et urémique de 2011 en Europe
L'épidémie de gastro-entérite et de syndrome hémolytique et urémique de 2011 en Europe (erronément appelée « crise du concombre » à cause du soupçon porté au départ sur des lots de concombres en provenance du sud de l'Espagne), est une épidémie due à la bactérie Escherichia coli O104:H4 du type Escherichia coli entérohémorragique (ECEH) ayant commencé en Allemagne à la mi-mai 2011. Causée par des graines germées issues de l'agriculture biologique, elle a fait 53 morts et c'est l'épidémie la plus importante de ce type qui soit connue. Elle a entraîné une crise alimentaire et économique dans la filière agricole espagnole,, puis dans tous les pays européens, d'autant qu'un embargo de la Russie sur tous les légumes en provenance de l'Union européenne est venu s'ajouter à la méfiance des consommateurs,.

## Épidémiologie
L'épidémie s'est propagée dans d'autres pays européens, tels que la Suède, le Danemark, le Royaume-Uni, la France, l'Autriche et les Pays-Bas[source insuffisante].
En France, la précédente épidémie de ce type s'était produite en 2005. Selon un spécialiste de l'institut Pasteur : « C'est la plus grosse épidémie de syndrome hémolytique et urémique (SHU) qu'il y ait jamais eu dans le monde. Tous types confondus d'ECEH. »

## Recherche de l'origine de la bactérie

### Fausse piste des concombres

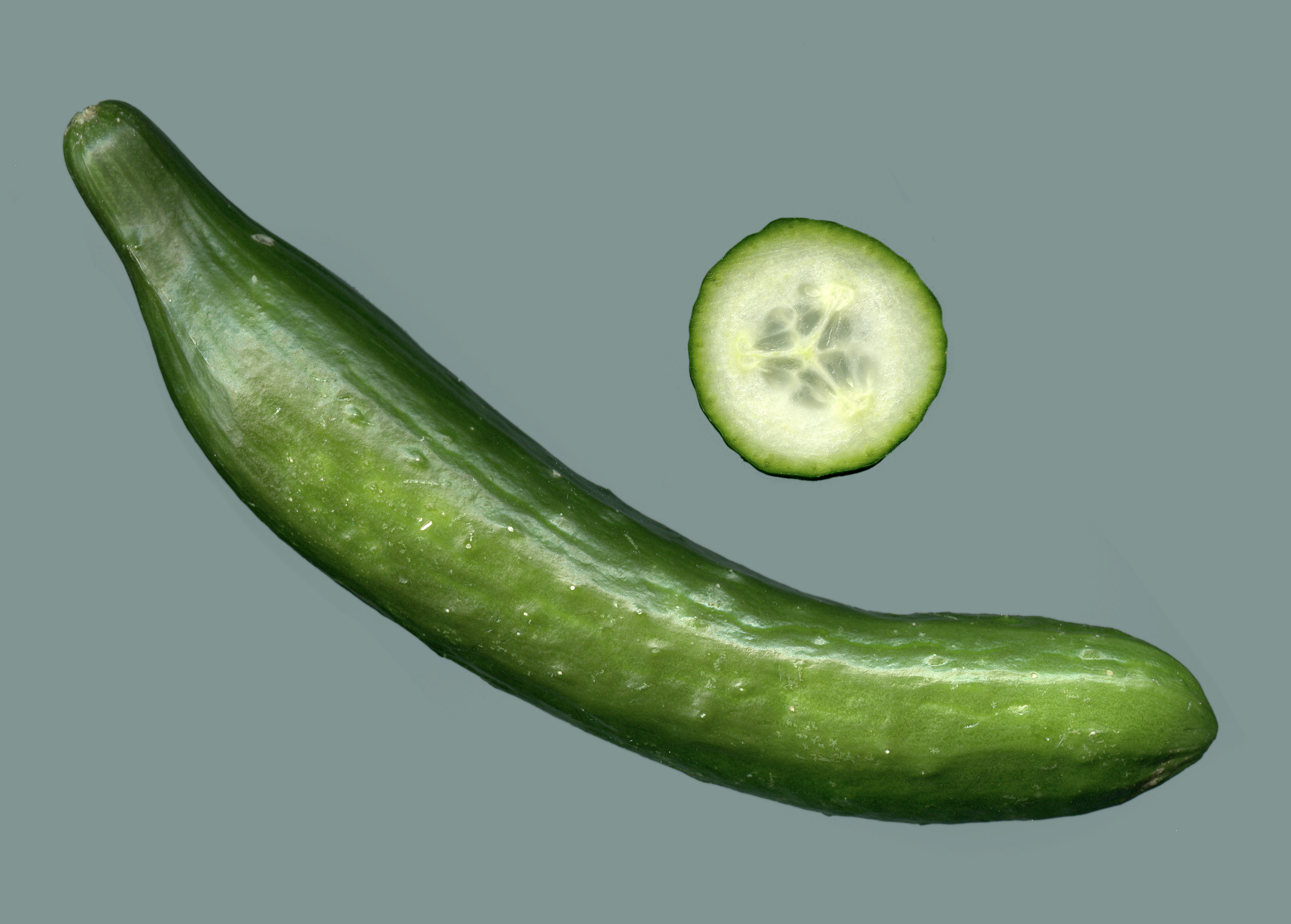
Le concombre, un temps suspecté et objet de méfiance de la part des consommateurs pendant toute la crise

Dès le début de la crise, les concombres espagnols ont été publiquement accusés d'être à l'origine de la contamination avant d'être disculpés début juin 2011.

### Graines germées

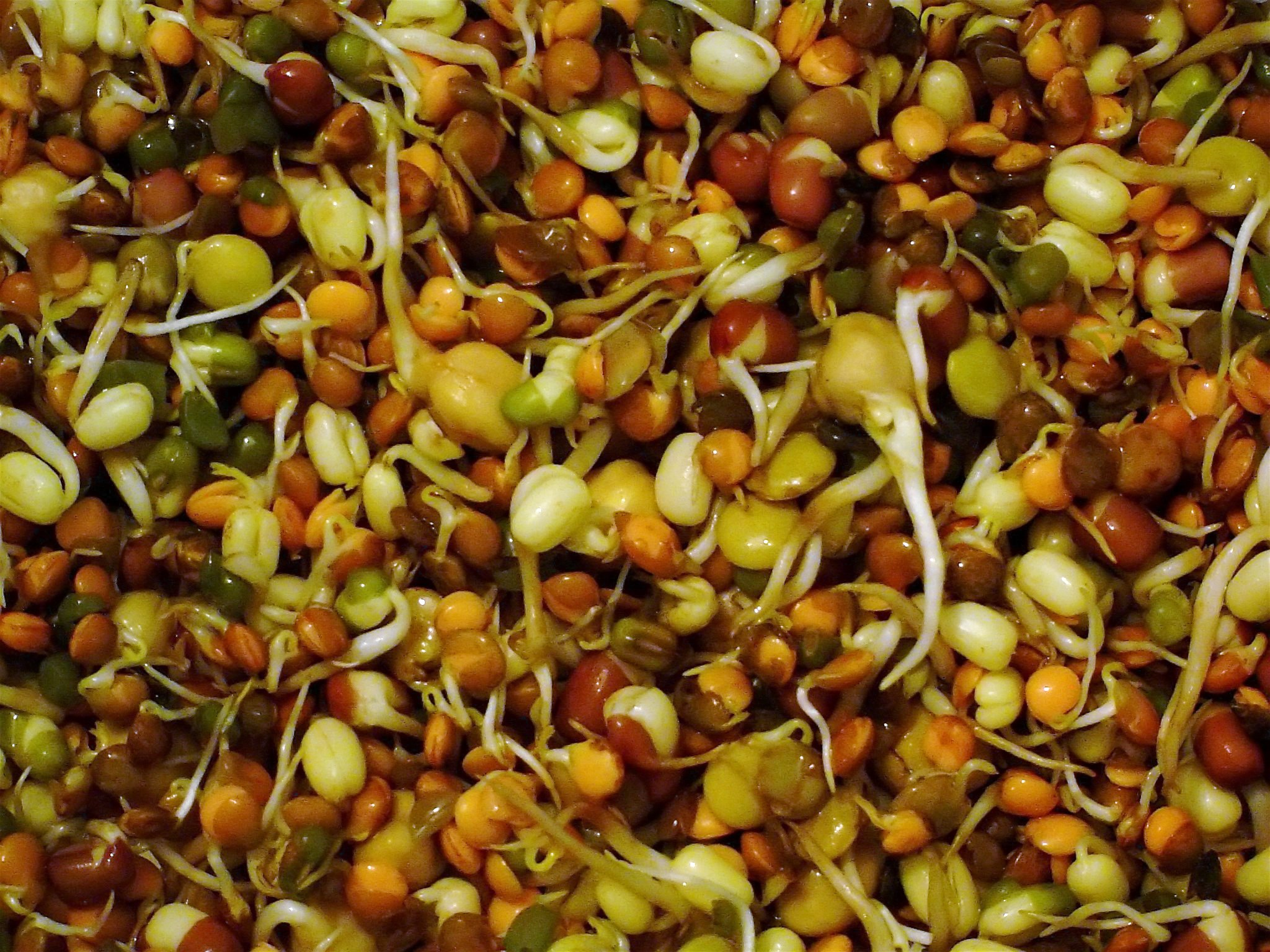
Graines germées

Le 5 juin 2011, les études en Allemagne s'orientent vers la piste des graines germées de haricots mungo (improprement appelés germes de soja), ajoutées à certaines salades composées. Le ministre de la santé allemand, Daniel Bahr, bien que prudent, dit avoir des « indices clairs qu'une entreprise d'Uelzen, dans le nord du pays, est apparemment une source d'infection » mais les premiers tests se révèlent négatifs et le doute sur l'origine de cette crise se réinstalle pendant plusieurs jours. Le 8 juin 2011, le tabloïd allemand Bild rapporte que la bactérie tueuse a été retrouvée sur les restes d'un concombre se trouvant dans la poubelle d'une famille malade vivant à Magdebourg provoquant à nouveau une crainte autour de ce légume. Finalement, le 10 juin, le directeur de l'Institut fédéral de veille sanitaire (RHKI) en Allemagne, Reinhard Burger, confirme officiellement que les graines germées sont bien la cause de cette épidémie. La conclusion n'est pas présentée comme irréfutable, mais plutôt comme le produit d'une « chaîne d'indices tellement importante » et d'une absence « d'autre piste sérieuse ». Le 11 juin, les autorités allemandes déclarent que la ferme Gärtnerhof à Bienenbüttel est à l'origine de la contamination.
La souche bactérienne responsable de la maladie a été identifiée comme étant Escherichia coli O104:H4, une souche rare rendue pathogène par la production de Shiga-toxines dont la toxine Stx2. Un cas avait précédemment été documenté en 2005, en Corée. La recherche du « réservoir naturel » (tube digestif d'un animal à sang chaud) est toujours en cours, car cette souche n'a été retrouvée chez aucune espèce animale.
Une incertitude s'est exprimée sur l'existence d'un traitement efficace à proposer aux malades. Le 2 juin, une étude du professeur Bill Keevil de l'Université de Southampton révèle que ces bactéries meurent au contact du cuivre.
Le 18 juin 2011, la souche est retrouvée dans un ruisseau près de Francfort et à proximité d'une station d'épuration.
Courant juillet 2011, quelques personnes ayant consommé des graines germées venant de Grande-Bretagne sont contaminées en Gironde près de Bordeaux, les analyses montrent un lien génétique entre les souches allemande et bordelaise alors que cette souche est très rare.
La production de graines germées pour consommation humaine, nécessitant un haut degré d'humidité et une température soutenue, est connue depuis longtemps pour être propice au développement de bactéries et est donc soumise à une réglementation très stricte : pas de contact avec des animaux, ni fumier, ni « engrais naturels », inspection pour déceler la présence éventuelle de micro-organismes pathogènes etc. La présence de cette souche bactérienne dans la production de cette ferme n'a donc pas encore été expliquée. Certains commerçants de produits biologiques, en particulier ceux qui produisent principalement des "germes de soja", s'inquiètent des retombées de cette crise sur leurs ventes.
Cette ferme, qui a arrêté sa production le 5 juin, aurait respecté les consignes de sécurité selon les autorités allemandes qui n'ont pas formé de plainte. 
La source de l'infection a été tracée à l'importation de graines contaminées depuis l'Égypte. 

## Conséquences sanitaires

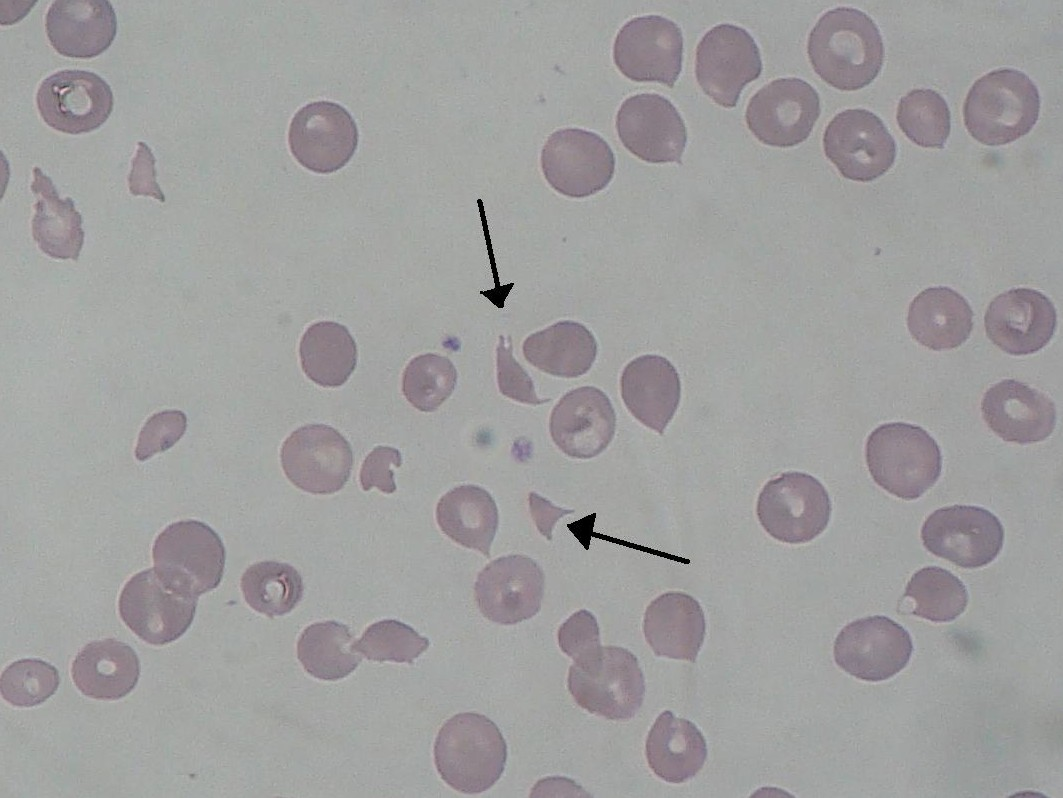
Schistocytes chez une personne atteinte de syndrome hémolytique et urémique.

L'épidémie a fait 47 morts au 29 juin, dont 46 en Allemagne et une en Suède. Plus de 4 000 personnes ont été touchées dans douze pays, principalement des femmes d'un âge avancé.
Une psychose s'est installée en Allemagne à la suite des informations contradictoires sur les causes de cette épidémie.

## Conséquences économiques et politiques
Les ventes de légumes crus, notamment concombres, ont chuté en Europe début juin 2011 après sa mise en cause publique. Les pertes qui se chiffrent en millions d’euros (10 tonnes de concombres invendus ont, par exemple, été détruits dans une exploitation de Carquefou en Loire-Atlantique, le 6 juin 2011 et les producteurs espagnols évaluent leurs pertes à 225 millions d'euros par semaine), mais aussi du point de vue de la sécurité alimentaire, les commissaires européens chargés de l'Agriculture et de la Santé se sont réunis le 7 juin 2011. Après avoir initialement annoncé une aide de 150 millions d'euros pour les producteurs de légumes, l'aide a été porté à 210 millions pour couvrir 70 % des pertes. L’Espagne réclame également une aide financière pour promouvoir ses légumes et ainsi regagner la confiance des consommateurs.
La gestion sanitaire par les autorités allemandes est largement critiquée, notamment à cause de l'organisation fédérale du pays qui relègue les problèmes de sécurité alimentaire au niveau des États-régions. La discrétion depuis le début de l'épidémie de la chancelière Angela Merkel et du ministre fédéral de la Santé Daniel Bahr nommé le 12 mai 2011, témoigne de cette faiblesse. L’opposition réclame une cellule de crise centralisée.

## Critiques et controverses
Selon l'analyse d'André Gunthert, "l'affaire de la bactérie tueuse” révèle deux crises : celle du système d'alerte et celle du journalisme qui relaie « aveuglément les dépêches » sans vérification.
La filière bio a critiqué l'attitude des médias relayant abondamment le fait que ces graines germées étaient issues de l'agriculture biologique, information non pertinente car ce mode de production est soumis aux mêmes exigences en matière de sécurité sanitaire des aliments que l'agriculture conventionnelle. 
Cette stigmatisation de l'agriculture biologique a notamment été véhiculée dans la presse par deux directeurs de recherche du CNRS, Francis-André Wollman et Jean-François Briat, qui ont publié une tribune dans le journal Libération, prétendant que les Centres pour le contrôle et la prévention des maladies (CDC) d'Atlanta auraient réalisé une étude en 1996 liant un tiers des décès dus à une souche pathogène d'E. coli à la consommation de produits biologiques. Ceci en se basant sur des affirmations d'Alan McHughen,, un scientifique canadien lié aux lobbies de l'agriculture conventionnelle, citant lui-même l'essayiste controversé Dennis Avery dans un de ses livres et qui, bien que largement cité, est réfuté par le CDC lui-même qui affirme n'avoir jamais conduit une étude de la sorte.